# جو نايت
جو نايت (بالإنجليزية: Joe Knight)‏ هو لاعب كرة قاعدة أمريكي، ولد في 28 سبتمبر 1859 في Port Stanley, Ontario ‏ في كندا، وتوفي في 16 أكتوبر 1938 في سينترال إلجين في كندا.

## وصلات خارجية
- جو نايت على موقعبيزبول رفرنس.كوم (الدوري الرئيسي) (الإنجليزية)
- جو نايت على موقعبيزبول رفرنس.كوم (الدوري الثانوي) (الإنجليزية)